# A Daughter of Dixie
Pour plus de détails, voir Fiche technique et Distribution.
A Daughter of Dixie est un film américain de Sidney Olcott, réalisé en 1910 avec Gene Gauntier dans le rôle principal. Un film sur la guerre de Sécession.

## Fiche technique
- Titre original : A Daughter of Dixie
- Réalisateur : Sidney Olcott
- Société de production : Kalem Company
- Pays de production : États-Unis
- Longueur : 900 pieds
- Date de sortie :
  - États-Unis : 27 juillet 1910 (New York)

## Distribution
- Gene Gauntier - Mlle Betsy